# عيسى عبيد
عيسى عبيد (مواليد 27 سبتمبر 1979، في دبي، الإمارات العربية المتحدة) هو لاعب كمال أجسام محترف في الاتحاد الدولي لبناء الأجسام واللياقة البدنية. كان عيسى أول لاعب من منطقة الخليج العربي يشارك في مسابقة مستر أولمبيا في كمال الأجسام. اعتبارًا من 18 سبتمبر 2015، تمت رعاية عيسى رسميًا من قبل BPI Sports في مسابقة مستر أولمبيا 2015.

## البطولات
- بطولة العالم العربية 2001 (مصر) – المركز الثاني في الوزن الثقيل
- بطولة أبو ظبي 2001 (الإمارات العربية المتحدة) - الفائز بالوزن الثقيل للمراهقين والرجال المفتوحين
- 2003 الفجيرة كلاسيك (الإمارات العربية المتحدة) – الفائز بالوزن الثقيل
- بطولة العالم العربية 2004 (المغرب) – المركز الثاني في الوزن الثقيل
- 2007 العين كلاسيك (الإمارات العربية المتحدة) - الفائز بالوزن الثقيل السوبر
- 2008 هامر جيم كلاسيك (عمان) – الفائز بالوزن الثقيل السوبر
- 2010 Arnold Amateur (الولايات المتحدة الأمريكية) - الفائز الإجمالي وبطاقة IFBB Pro
- بطولة أوروبا IFBB 2010 – الفائز
- 2011 IFBB أرنولد كلاسيك - المركز الثالث عشر
- 2011 IFBB سباق الجائزة الكبرى البريطاني - السابع
- 2011 جائزة IFBB السيد أوروبا الكبرى - المركز السادس
- 2011 IFBB FIBO Pro - المركز الثامن
- معركة الأبطال الأوروبية 2012 – المركز الثالث
- 2012 أجنحة القوة شيكاغو برو - الفائز
- 2012 مستر أولمبيا – المركز الرابع عشر
- 2013 IFBB أجنحة القوة شيكاغو – المركز الرابع
- 2013 IFBB PBW تامبا برو – المركز الثالث
- 2013 IFBB Dallas Europe Supershow - المركز الثاني
- 2013 مستر أولمبيا – المركز السادس عشر
- 2015 مستر أولمبيا – المركز العاشر.[1]